# Psychopathics from Outer Space 3
Psychopathics from Outer Space Part 3 è una raccolta del gruppo musicale Insane Clown Posse, pubblicata il 13 novembre 2007.

## Tracce
1. Blast Off
2. Further Away
3. Truth Dare
4. Shake
5. My Addiction
6. My Van
7. Put It Down
8. Just A Song I Wrote
9. Last Day Alive
10. Zombie
11. Girls, They Love Me
12. If I Was God
13. Torn Possession
14. Reason
15. Hatchet Man
16. The Landing